# 巴布什金

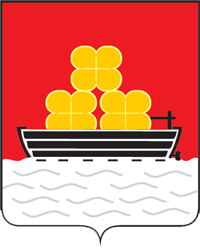
巴布什金市徽

巴布什金（羅馬化：Babushkin）是俄罗斯布里亚特共和国的一座城市。位于贝加尔湖南岸。西伯利亚大铁路穿过该地。人口4,953人（2002年人口普查）；9,000人（1967年）。该地于1892年建立，1942年改为现名。